# Herbert Schwarzwälder
Herbert Schwarzwälder (nacido el 14 de octubre de 1919 en Bremen - fallecido el 11 de septiembre de 2011 en Bremen) fue un historiador alemán. Con sus décadas de trabajo y sus extensas publicaciones, ha influido significativamente en la exploración y comunicación de la historia de Bremen.